# Chaetogaedia townsendi.
Chaetogaedia townsendi. är en tvåvingeart som beskrevs av Curtis W. Sabrosky och Arnaud 1965. Chaetogaedia townsendi. ingår i släktet Chaetogaedia och familjen parasitflugor. Inga underarter finns listade i Catalogue of Life.